# Romanogobio
Romanogobio – rodzaj ryb karpiokształtnych z  rodziny karpiowatych (Cyprinidae).

## Klasyfikacja
Gatunki zaliczane do tego rodzaju:
- Romanogobio albipinnatus – kiełb białopłetwy[3]
- Romanogobio amplexilabris
- Romanogobio antipai
- Romanogobio banaticus
- Romanogobio belingi
- Romanogobio benacensis
- Romanogobio ciscaucasicus – kiełb kaukaski[4]
- Romanogobio elimeius
- Romanogobio johntreadwelli
- Romanogobio kesslerii – kiełb Kesslera[5]
- Romanogobio macropterus
- Romanogobio parvus
- Romanogobio pentatrichus
- Romanogobio persus
- Romanogobio tanaiticus
- Romanogobio tenuicorpus
- Romanogobio uranoscopus – kiełb długowąsy[6]
- Romanogobio vladykovi

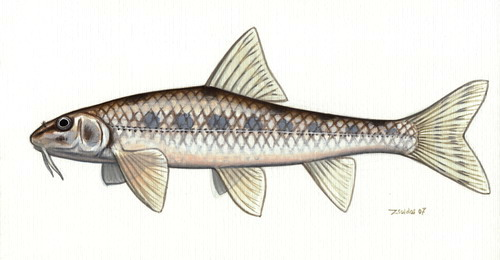
Romanogobio albipinnatus
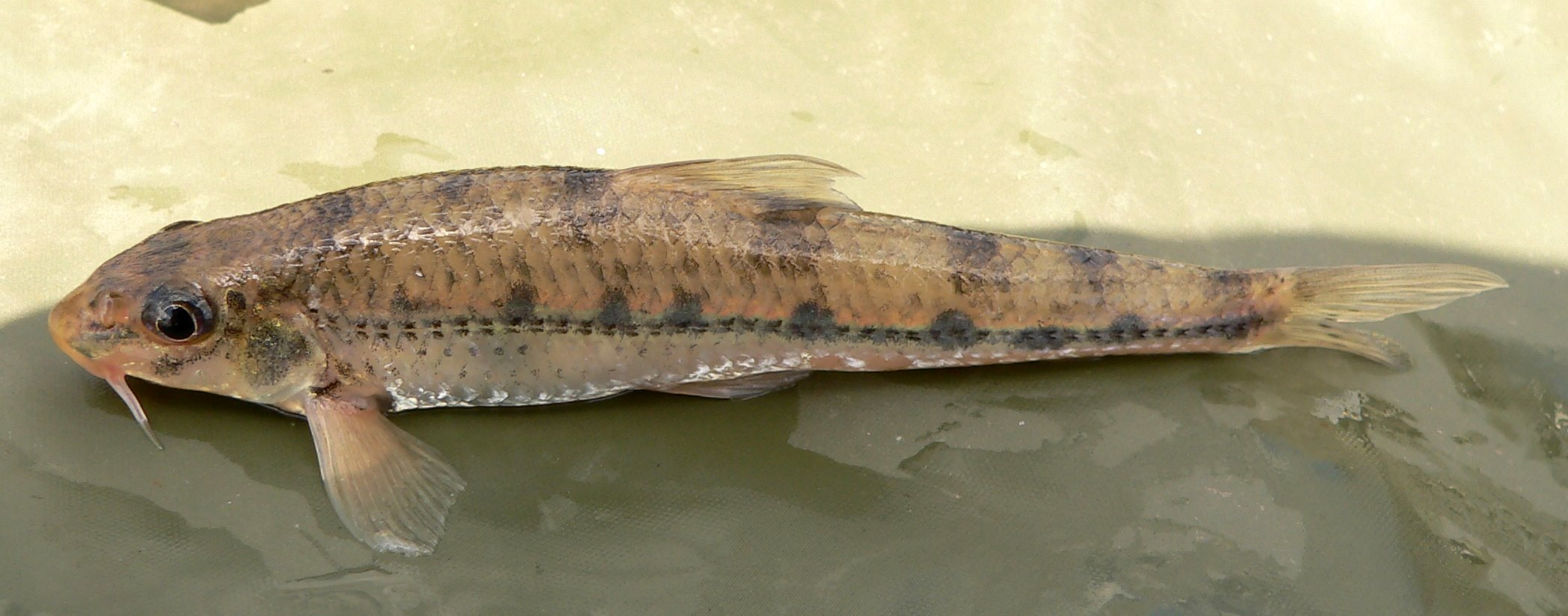
Romanogobio belingi
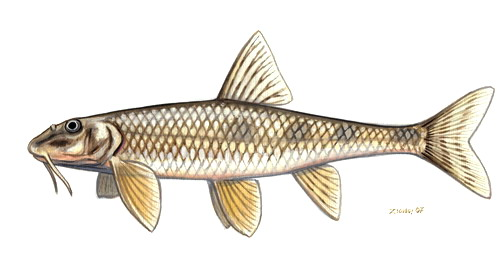
Romanogobio uranoscopus